# Lapptjärnen (Ovikens socken, Jämtland)
Lapptjärnen är en sjö i Bergs kommun i Jämtland och ingår i Indalsälvens huvudavrinningsområde. Sjön har en area på 0,0602 kvadratkilometer och ligger 807 meter över havet.

## Delavrinningsområde
Lapptjärnen ingår i det delavrinningsområde (699716-139083) som SMHI kallar för Ovan 700049-139295. Medelhöjden är 794 meter över havet och ytan är 14,35 kvadratkilometer. Räknas de 61 avrinningsområdena uppströms in blir den ackumulerade arean 273,61 kvadratkilometer. Dammån (Storån) som avvattnar avrinningsområdet har biflödesordning 2, vilket innebär att vattnet flödar genom totalt 2 vattendrag innan det når havet efter 321 kilometer. Avrinningsområdet består mestadels av skog (32 procent) och kalfjäll (59 procent). Avrinningsområdet har 0,06 kvadratkilometer vattenytor vilket ger det en sjöprocent på 0,4 procent.